# شركة البنى التحتية المستدامة القابضة
شركة البنى التحتية المستدامة القابضة (سيسكو القابضة)، (الشركة السعودية للخدمات الصناعية سابقاً) هي شركة مساهمة قابضة استثمارية سعودية تأسست في التاسع عشر من نوفمبر عام 1984، برأس مال يبلغ ستمئة وثمانين مليون ريال سعودي وتمتلك مجموعة من الأصول التجارية في قطاعات الموانئ والخدمات اللوجستية وحلول المياه. تُعرف شركة سيسكو القابضة بأنها رائدة في قطاع الخدمات اللوجستية والبنى التحتية في المملكة العربية السعودية وأول شركة في قطاع البنى التحتية يتم إدراجها في السوق المالية السعودية (تداول).

## التاريخ
تأسست شركة سيسكو القابضة عام 1984 كشركة استثمار في البنى التحتية والخدمات اللوجستية في المملكة العربية السعودية.
في عام 2007، بدأت سيسكو تطبيق البناء والتشغيل وتحويل الملكية (BOT) بالشراكة مع الحكومة، وتقوم الشركة ببناء وتشغيل محطة حاويات خاصة بالإضافة إلى تشغيل محطة حاويات دولية.
في مارس 2022، أكملت الشركة عملية الاستحواذ على حصة مباشرة بنسبة 31,7٪ في شركة جرين دوم للاستثمارات المحدودة، من شركتها التابعة لوجي بوينت بقية 44.5 مليون ريال.
في أكتوبر 2023، غيرت سيسكو اسمها إلى شركة البنى التحتية المستدامة القابضة (سيسكو القابضة). خلال نفس العام، حققت الشركة ايرادات تجاوزت قيمتها مليار ريال سعودي لأول مرة في تاريخها. كما أبرمت شركة محطة بوابة البحر الأحمر الدولية المحدودة والتي تمتلك شركة سيسكو القابضة حصة استراتيجية فيها وهيئة ميناء تشيتاغونغ مؤخراً عقد امتياز مدته 22 عاماً، بموجب هذا العقد ستقوم محطة بوابة البحر الأحمر بتطوير وتشغيل منشأة بسعة 500 ألف حاوية قياسية في محطة حاويات باتنغا (PCT) في ميناء شيتاغونغ.

### الشركات التابعة والشقيقة والمشاريع المشتركة لسيسكو:[12]
- شركة تشغيل الخدمات المساندة (إسناد).
- الشركة السعودية لتنمية التجارة والصادرات (تصدير).
- شركة محطة بوابة البحر الأحمر.
- شركة البحر الأحمر لتطوير الموانئ.
- شركة كنداسة لخدمات المياة.
- الدولية لتوزيع المياة.
- شركة الجبر تالكي المحدودة.
- جرين دوم للإستثمارات.
- شركة إيليت للخدمات اللوجستية